# UCI-Trial-Weltcup 2004
Beim UCI-Trial-Weltcup 2004 wurden durch die Union Cycliste Internationale die Weltcupsieger im Trial ermittelt.

## Ablauf
Der Weltcup 2004 bestand erstmals aus drei Läufen:
- Graz: 26.–27. Juni
- Pra-Loup: 13.–15. August
- Lausanne: 21.–22. August

Die Veranstaltung in Pra-Loup war wie im Vorjahr mit den Trial-Weltjugendspielen kombiniert.

## Männer 20 Zoll
Insgesamt nahmen 22 Teilnehmer aus 6 Nationen an den Wettbewerben teil.
| # | Datum      | Ort      | Erster      | Zweiter          | Dritter          |
| - | ---------- | -------- | ----------- | ---------------- | ---------------- |
| 1 | 27. Juni   | Graz     | Marco Hösel | Rafał Kumorowski | Carles Diaz      |
| 2 | 15. August | Pra-Loup | Marco Hösel | Diego Barrio Roa | Rafał Kumorowski |
| 3 | 22. August | Lausanne | Marco Hösel | Daniel Comas     | Carles Diaz      |

Gesamtwertung
| Platz | Name               | Punkte |
| ----- | ------------------ | ------ |
| 1     | Marco Hösel        | 375    |
| 2     | Carles Diaz        | 310    |
| 3     | Stefan Moor        | 280    |
| 4     | Sebastian Hoffmann | 260    |
| 5     | Thomas Mrohs       | 250    |
| 6     | Roger Keller       | 245    |

## Männer 26 Zoll
Es gab 27 Teilnehmer aus 7 Nationen.
| # | Datum      | Ort      | Erster           | Zweiter             | Dritter          |
| - | ---------- | -------- | ---------------- | ------------------- | ---------------- |
| 1 | 27. Juni   | Graz     | Kenny Belaey     | Vincent Hermance    | Thomas Öhler     |
| 2 | 15. August | Pra-Loup | Vincent Hermance | Giacomo Coustellier | Kenny Belaey     |
| 3 | 22. August | Lausanne | Kenny Belaey     | Marc Caisso         | Vincent Hermance |

Gesamtwertung
| Platz | Name              | Punkte |
| ----- | ----------------- | ------ |
| 1     | Kenny Belaey      | 355    |
| 2     | Vincent Hermance  | 340    |
| 3     | Kenny Lecorre     | 243    |
| 4     | Daniel Butler     | 230    |
| 5     | Wesley Belaey     | 227    |
| 6     | Thibault Veuillet | 224    |